# Wereldkampioenschappen synchroonzwemmen 2009
De wereldkampioenschappen synchroonzwemmen 2009 werden van 18 tot en met 25 juli 2009 gehouden in Rome, Italië. Het toernooi was onderdeel van de wereldkampioenschappen zwemsporten 2009.

## Programma
| ● | Voorronde | Goud | Finale |

| Onderdeel          | Juli           | Juli           | Juli           | Juli           | Juli           | Juli           | Juli           | Juli           |
| Onderdeel          | 18             | 19             | 20             | 21             | 22             | 23             | 24             | 25             |
| Solo (vrouwen)     | Solo (vrouwen) | Solo (vrouwen) | Solo (vrouwen) | Solo (vrouwen) | Solo (vrouwen) | Solo (vrouwen) | Solo (vrouwen) | Solo (vrouwen) |
| ------------------ | -------------- | -------------- | -------------- | -------------- | -------------- | -------------- | -------------- | -------------- |
| Technische routine |                | ●              | Goud           |                |                |                |                |                |
| Vrije routine      |                |                |                |                | ●              | Goud           |                |                |
| Duet               |                |                |                |                |                |                |                |                |
| Technische routine |                |                | ●              | Goud           |                |                |                |                |
| Vrije routine      |                |                |                |                |                | ●              | Goud           |                |
| Team               |                |                |                |                |                |                |                |                |
| Technische routine | ●              | Goud           |                |                |                |                |                |                |
| Combinatie routine |                |                |                | ●              | Goud           |                |                |                |
| Vrije routine      |                |                |                |                |                |                | ●              | Goud           |
| Totaal             |                | 1              | 1              | 1              | 1              | 1              | 1              | 1              |

## Medailles
| Discipline:         | Goud: | Score  | Zilver: | Score  | Brons: | Score  |
| Technische oefening | |        | |        | |        |
| Solo                | Natalja Isjtsjenko Rusland | 98.667 | Gemma Mengual Spanje | 97.833 | Marie-Pier Boudreau Canada | 96.000 |
| Duet                | Anastasia Davydova Svetlana Romasjina Rusland | 98.667 | Andrea Fuentes Gemma Mengual Spanje | 97.333 | Jiang Tingting Jiang Wenwen China | 95.667 |
| Team                | Rusland Daria Korobova Anna Nasekina Alexandra Patskevich Victoria Shestakovich Alla Shiskina Elizaveta Stepanova Anzhelika Timanina Sofia Volkova                                               | 98.833 | Spanje Ona Carbonell Ballestero Raquel Corral Margalida Crespi Jaume Andrea Fuentes Thais Henriquez Torres Paula Klamburg Irina Rodriguez-Alvares Cristina Salvador | 97.833 | China Xuechen Huang Tingting Jiang Wenwen Jiang Ou Liu Xi Liu Na Wang Yiwen Wu Xiaohuan Zhang                                                                         | 96.667 |
| Vrije oefening      | |        | |        | |        |
| Solo                | Natalja Isjtsjenko Rusland | 98.833 | Gemma Mengual Spanje | 98.333 | Beatrice Adelizzi Italië | 95.500 |
| Duet                | Natalja Isjtsjenko Svetlana Romasjina Rusland | 98.833 | Andrea Fuentes Gemma Mengual Spanje | 98.333 | Jiang Tingting Jiang Wenwen China | 97.000 |
| Team                | Rusland Anastasia Davydova Natalia Ishchenko Daria Korobova Anna Nasekina Alexandra Patskevich Svetlana Romashina Alla Shishkina Anzhelika Timania                                               | 99.167 | Spanje Ona Carbonell-Ballestero Raquel Corral Margalida Crespi-Jaume Andrea Fuentes Thais Henriquez-Torres Paula Klamburg Gemma Mengual Irina Rodriguez-Alvarez     | 98.167 | China Xuechen Huang Tingting Jiang Wenwen Jiang Ou Liu Xi Luo Na Wang Yiwen Wu Xiaohuan Zhang                                                                         | 97.167 |
| Combinatie          | Spanje Alba Cabello Ona Carbonell-Ballestero Raquel Corral Margalida Crespi-Jaume Andrea Fuentes Thais Henriquez-Torres Paula Klamburg Gemma Mengual Gisela Moron-Rovira Irina Rodriguez-Alvarez | 98.333 | China Xuechen Huang Tingting Jiang Wenwen Jiang Ou Liu Xi Luo Xin Shi Wenyan Sun Na Wang Yiwen Wu Xiaohuan Zhang                                                    | 97.667 | Canada Marie-Pierre Boudreau-Gagnon Camille Bowness Jo-Annie Fortin Sandy Gill Chloe Isaac Eve Lamoureux Stephanie Leclair Elise Marcotte Karine Thomas Valerie Welsh | 96.167 |

## Medaillespiegel
| Plaats | Land    | Goud | Zilver | Brons | Totaal |
| 1      | Rusland | 6    | 0      | 0     | 6      |
| 2      | Spanje  | 1    | 6      | 0     | 7      |
| 3      | China   | 0    | 1      | 4     | 5      |
| 4      | Canada  | 0    | 0      | 2     | 2      |
| 5      | Italië  | 0    | 0      | 1     | 1      |
| Totaal | Totaal  | 7    | 7      | 7     | 21     |